# Agnez Mo
Agnez Mo (pravim imenom Agnes Monica Muljoto; Jakarta, 1. srpnja 1986.), indonezijska je pjevačica, televizijska voditeljica i glumica. Najnagrađivanija je indonezijska pjevačica zabavne glazbe, s devetnaest AMI-a. Tijekom glazbene karijere objavila je pet studijskih i pet kompilacijskih albuma, pretežno pop i R&B zvuka s primjesama hip-hopa. Osim u rodnoj Indoneziji i Jugoistočnoj Aziji, ostvarila je i kratkotrajan uspjeh na američkomu tržištu. Najveći međunarodni uspjeh polučila joj je pjesma „Coke Bottle” (2013.). Glumila je u više televizijskih serija.

## Djetinjstvo i početak karijere
Agnes Monica Muljoto rođena je u obitelji kineskoga podrijetla (Hakka). Mlađe je dijete Jenny Siswono, bivše stolnotenisačice i Rickyja Muljotoa, bivšega košarkaša. Njezin stariji brat, Steve Muljoto, joj je menadžer. Pohađala je osnovnu školu Tarakanita i srednju školu Pelita Harapan.
Agnes je u glazbenu industriju ušla 1992. godine, kada je imala šest godina izdavši svoj prvi dječji album, „Si Meong”. Godine 1995. izdala je svoj drugi dječji album, „Yess!”, koji uključuje duet s indonezijskim dječjim pjevačem Ezom Yayangom. Njezin posljednji dječji album, „Bala-Bala”, objavljen je godinu poslije. Agnes je zatim postala voditeljica nekoliko dječjih programa. Dobila je nagradu za „najomiljeniju voditeljicu dječjeg programa” na dodjeli nagrada Panasonic 1999. i 2000. godine za emisiju „Tralala-Trilili.”
Agnes je počela glumiti u tinejdžerskim godinama. Svoje prve uloge ostvaila je u sapunicama „Lupus Millenia” i „Gospodin Hologram” 1999. godine. Godinu poslije, glumila je u popularnoj indonezijskoj seriji Pernikahan Dini. Njezinu je ulogu gledsteljstvo dobro prihvatilo, a Mo je za tu ulogu dobila Panasonic nagradu 2001. i 2002. godine, baš kao i na festivalu SCTV Awards 2002. godine. Te 2002. godine glumila je u tri sapunice: „Ciuman Pertama”, „Kejar Daku Kau Ku Tangkap” i „Amanda”. Tada je postala najplaćenija tinejdžerska umjetnica u Indoneziji.
Agnes je također snimila naslovnu pjesmu za sapunice „Pernikahan Dini” i „Seputih Hati”. Indonezijski pjevač Yana Julio bio je jedan od pjevača s kojim je surađivala, a snimili su pjesmu „Awan dan Ombak” za njegov album, Jumpa Lagi.

## Prvi album za odrasle
Dana 8. listopada 2003. godine, Agnez Mo izdala je svoj prvi album za odrasle, And the Story Goes. Surađivala je s glasovitim indonezijskim pjevačima i tekstopiscima, uključujući i Ahmada Dhanija, Melly Goeslaw i Titi DJ-a. Priprema albuma trajala je godinu i pol, uključujući i proces audicija za plesače. Prema podatcima izdavačke kuće Aquarius Musikindo, album je prodan u 35000 primjeraka prije službenoga objavljivanja. Kasnije je prodan u više od 300000 primjeraka. Agnez Mo je za album osvojila tri nagrade i primila deset nominacija na glazbenom fetivalu „Anugerah Musik Indonezija” 2004. godine - najvećoj dodjeli glazbenih nagrada u Indoneziji. To su: Nagrada za najbolju pop pjevačicu za pjesmu „Jera”, najbolju plesačku izvedbu za pjesmu „Bilang Saja” te za najbolji duet (suradnja s Ahmadom Dhanijem) za pjesmu „Cinta Mati”. Također je osvojila singapursku nagradu „Anugerah Planet Muzik” 2004. godine za najbolju mladu pjevačicu. Mnogi su je mediji zbog uspjeha u ranoj dobi prozvali „mladom divom”. U tome trenutku, njezina se popularnost počinje širiti i na međunarodno tržište.
Osim što je promovirala svoj debitantski album za odrasle, glumila je i u nekoliko televizijskih serija.
Godine 2004., nakon što je zacršila višu srednju školu „Pelita Harapan”, upisala je Sveučilište „Pelita Harapan”, na kojemu je studirala pravo.

## Izdavanje drugoga albuma
Svoj drugi studijski album „Whaddup A. '?!” objavljuje 10. prosinca 2005. godine. Na njemu se nalazi pet singlova: „Bukan Milikmu Lagi”, „Tanpa Kekasihku”, „Tak Ada Logika”, „Cinta Di Ujung Jalan” i „Tak Mungkin”. Osim rada s indonezijskim glazbenicima, kao što su Melly Goeslaw, Andi Angga, i Erwin Gutawa, također je surađivala s američkim kantautorom, Keihom Martinom. Martin je napisao dvije engleske pjesme za album, uključujući i duet „I'll Light a Candle”. Kako bi promovirala album, Agnes je održala koncertnu turneju pod nazivom Clasnezenzation u četiri indonezijska grada: Bandar Lampung, Surabaya, Bandung i Makassar. Album je bio tržišno uspješan te je osvojila dvije AMI nagrade 2006. godine za najbolju pop pjevačicu i za najbolju izvođačicu R&B-a. Nadalje,  na festivalu MTV Indonesia Awards 2006.  godine osvaja nagradu za najbolju indonezijsku pjevačicu. Njezin drugi album bio je prodan u više od 450 000 primjeraka te tako postao jedan od najprodavanijih albuma u 2006. godini.
Godine 2005., Agnes se pojavila u tajvanskoj seriji The Hospital, glumeći s Jerryjem Yanom, članom tajvanskoga boybanda F4. Također se pojavila s Peterom Ho u nekoliko epizoda tajvanske drama „Romansa u Bijeloj kući”, a glumila je i u dvije indonezijske sapunice. Odlučila je uzeti stanku od školovanja te godine kako bi se usredotočila na karijeru.
Početkom 2007. godine, SAD, odnosno, DEA i IDEC imenuju je ambasadorom borbe protiv droge. Dana 15. svibnja 2007. godine, održala je koncert zajedno s američkom R&B grupom, Boyz II Men u Jakarti, a 23. lipnja iste godine, održala je svoj prvi koncert na stadionu Negara u Kuala Lumpuru, Malezija. Također je nastupila kao gošća u završnici Azijskoga Idola 16. prosinca 2007. godine nastupivši s pjesmom „Get Up”.

## Sacredly Agnezious
Godine 2008., Agnes je počela raditi na svomu trećemu studijskome albumu. Svoj prvi singl „Matahariku” objavila je i prije nego što je planirano. U međuvremenu je postao najprodavaniji singl, s tri milijuna preuzimanja u roku od devet mjeseci. Pjesma je dobila nagradu za najbolju pjesmu na dodjeli MTV-jevih nagrada u Indoneziji i za najbolju pop umjetnicu. U rujnu 2008. godine, objavila je drugi singl, „Godai Aku Lagi”, koji je i sama napisala. Objavila je i manji album koji sadrži dva singla. Iste godine, glumila je u sapunici „Jelita”.
Dana 4. listopada 2008. dobila je poziv za nastup kao indonezijska prestavnica na Asia Song Festivalu. Južna Koreja bila je organizator fesivala. Nastupila je s 24 umjetnika iz 12 azijskih zemalja. Na spomenutom festivalu izvela je dvije pjesme: „Godai Aku Lagi” i „Shake It Off”. Tijekom nastupa, uvela je elemente indonezijskoga tradicijskoga plesa iz Balija. Njezina izvedba dobila je uglavnom pozitivne kritike od korejskih medija, a to povrđuje i nagrada stručnoga povjerenstva za najboljega azijskoga umjetnika. Sljedeće godine, ponovno je pozvana i tada je izvela tri pjesme: „Shake It Off”, „Temperature” i pjesmu Michaela Jacksona „Heal The World”. I te je osvojila nagradu za najboljega azijskoga umjetnika.
Agnes je svoj treći studijski album izdala 1. travnja 2009. godine pod nazivom „Sacredly Agnezious”. Radila je s poznatim glazbenicima kao što su Erwin Gutawa, Dewiq, Pay, i DJ Sumantri. Također je sudjelovala kao producentica i tekstopisac. Uz prethodna dva singla, „Matahariku” i „Godai Aku Lagi”, proizvodi još dva: „Teruskanlah” i „Janji-Janji”. Na AMI-ju 2010. godine osvojila je tri nagrade: za najbolji pop album, najbolju pjevačicu i za najbolji album. Dana 23. svibnja 2009. pojavila se kao gošća na Festivalu života u Baliju. Proslava je obilježavala 50. godišnjicu uspostave diplomatskih odnosa Japana i Indonezije.

## Uspjeh u SAD-u
Krajem 2010. godine, doživljava jak proboj na međunarodno tržište kada je izabrana za voditeljicu Međunarodnog crvenoga tepiha za eričke glazbene nagrade, 21. studenoga 2010. u Nokia Theatreu u Los Angelesu. Nekoliko mjeseci kasnije, izjavljuje kako je potpisala ugovor s producentskom kućom Sony/ATV Music Publishing ite da radi na svom debitantskome studijskomu albumu na engleskomu jeziku u Londonu i Los Angelesu. Početkom 2011., snimila je duet „Said I Love You ... But I Lied You” s američkim pjevačem Michaelom Boltonom, koji se nalazi na njegovom kompilacijskom albumu, Gems: The Duets Album. Prema tomu, njezin slogan „Sanjajte, vjerujte, i napravite” korišten je 2011. godine kao nadahnuće mladima u organizaciji američkoga veleposlanstva u Jakarti.
Mo je 2. veljače 2011. objavila album svojih najvećih uspješnica Agnes Is My Name koji se prodavao preko KFC-a (Kentucky Fried Chicken). Album je sastavila od svih svojih hit–singlova i dvije nove pjesme, „Karena Ku Sanggup” i „Paralyzed”. Album je prodan u više od milijun primjeraka u tri mjeseca. Njezina nova pjesma s albuma, „Karena Ku Sanggup”, osvojila je AMI nagradu za najbolju pop pjesmu. Još jedan singl, „Muda”, objavljen je 9. studenoga 2012. godine
Često je odabirana za sudjelovanje u važnim događajima. Godine 2010., imenovana je veleposlanicom organizacije MTV EXIT, koja se bori protiv trgovine ljudima. U Surabayi i Jakarti održala je koncerte za MTV EXIT. Bila je izabrana za voditeljicu na manifestaciji SEA Games 2011. godine. Svečano otvaranje obilježila je pjesma „Together We Will Shine”, koju je izvela u suradnji s filipinskom pjevačicom KC Concepcion i Jaclyn Victor, pjevačicom iz Malezije. Također je nastupala na UN-ovom forumu mladih održavši govor i koncert.
Predlagana je za razne međunarodne nagrade. Godine 2011., nominirana je u kategoriji Worldwide DJ Asia Pacific za europske MTV nagrade. U ožujku 2012. godine bila je nominirana za Nickleodeon Kids Choice Awards za najbolju azijsku pjevačicu. Te iste godine osvojila je Azijsku nagradu Grammy u kategoriji najboljega azijskoga umjetnika iz Indonezije. Za nagradu World Music Awards bila je predložena u šest kategorija: najbolja pjesma, najbolji video, najbolja pjevačica, najbolji nastup uživo, najbolja zabavljačica godine, a također i najprodavanija indonezijska umjetnica.
Mo je 2010. godine izabrana za članicu žirija u Indonezijskome Idolu. Njezin izbor stvorio je određene kontroverzije. Ponovno se vratila kao članica žirija u Inodnezijskom Idolu 2012. godine.
Njezin četvrti studijski album objavljen je 1. lipnja 2013.. Iako su sve pjesme s albuma na engleskome jeziku, album je izdan samo za indonezijsko tržište. Album je u digitalnomu obliku izdao Entertainment Inc. Mo je u prodaju stavila i svoje parfeme imena Rêve, što na francuskomu znači san.

## Osobni život
Agnez je zatvorena za javnost o pitanjima osobnoga života. Izjavila je kako bi odnosi trebali ostati privatni. U studenome 2007. godine, otkriveno je kako je kratkotrajno bila u vezi s Dirlyem, drugoplasiranim iz treće sezone Indonezijskog Idola. Bila je povezivana s dr. Neilom, Danielom Manantom i Rezkyem Adityaom. Godine 2010. mediji su prenijeli kako je u vezi s košarkašom Dennyjem Sumargom.
Priznaje da je religiozna kršćanka. Ističe da se uvijek pomoli prije kakvog važnog događaja, ali i za gladne i bolesne. Izjavila je: „Želim biti uspješna na Božjem putu”.

## Umjetnički izraz
Agnes je sopranistica s rasponom od četiri oktave (H veliki - h3). Često koristi puni glas u nekim svojim pjesmama. Njezine pjesme mogu se svrstati i u pop, R&B, ali i hip-hop, a glazbeni su joj uzori Lauryn Hill, Aretha Franklin, Brandy Norwood, Mariah Carey, Janet Jackson, Whitney Houston, DMX, Angie Stone, Madonna, Michael Jackson, Christina Aguilera, Fantasia i Beyonce. Uz pjevački talent, Agnez Mo je i priznata plesačica i glumica. Ona je prva indonezijska glazbenica s osobnom plesnom skupinom, poznatom kao Nezindahood. Počeli su plesati za vrijeme izradbe prvoga albuma 2003. godine. Službeni naziv grupe njezinih obožavatelja je NIC (NezindaClub). Češto je i sama autorica svojih pjesama, ali uz to ona i režira vlastite glazbene spotove.
Tijekom svoje karijere, Mo je u svojim izjavama da će se probiti na međunarodno tržište još kao tinejdžerica izazivala brojne kritike. Godine 2010. počela je raditi na svom debitantskom albumu na engleskome jeziku. Njezin slogan „Dream, Believe, and Make it Happen” korišten je na konferenciji za poticanje mladih ljudi u organizaciji američkoga veleposlanstva u Jakarti.

## Diskografija
Studijski albumi
- Si Meong (1992.)
- Yess! (1995.)
- Bala-Bala (1996.)
- And the Story Goes (2003.)
- Whaddup A. '?! (2005.)
- Sacredly Agnezious (2009.)
- Agnes Is My Name (2011.)
- Agnez Mo (2013.)
- X (2017.)

Kompilacijski albumi
- Love Theme (2001.)
- Harmoni Alam, Cinta & Kedamaian (2011.)
- Damai Bersamamu (2011.)
- Song To Remember[ (2013.)
- KFC Adu Bintang (2013.)

EP-ovi
- Boy Magnet (The Dance Remixes) (2015.)

## Filmografija

### Televizija
| Godina        | Naslov                                | Uloga         |
| ------------- | ------------------------------------- | ------------- |
| 1992.         | VAN (Video Anak Anteve)               | Ona sama      |
| 1997. – 2000. | Tralala-Trilili                       | Ona sama      |
| 1999.         | Lupus Millenia                        | Lulu          |
| 1999.         | Mr. Hologram                          | Putri         |
| 2001. – 2002. | Pernikahan Dini                       | Dini          |
| 2002.         | Diva Romeo                            | Ona sama      |
| 2002.         | Kejarlah Daku Kau Ku Tangkap          | Ramona        |
| 2002.         | Amanda                                | Amanda        |
| 2002.         | Ciuman Pertama                        | Chelsea       |
| 2002.         | Cinta Selembut Awan                   | Melati        |
| 2003.         | Cewekku Jutek                         | Zie           |
| 2004.         | Cantik                                | Julie         |
| 2004.         | Bunga Perawan                         | Novia         |
| 2005.         | Ku T'lah Jatuh Cinta                  | Riby          |
| 2005.         | MTV Ampuh                             | Ona sama      |
| 2006.         | Pink                                  | Pink          |
| 2006.         | Romance in the White House            | Po Ni         |
| 2006.         | The Hospital                          | Zhang Mei Xin |
| 2006. – 2007. | Kawin Muda                            | Sera          |
| 2008.         | Jelita                                | Jelita        |
| 2008.         | Kawin Masal                           | Sachiko       |
| 2010. – 2012. | Indonesian Idol                       | Ona sama      |
| 2010.         | Američke nagrade za glazbu            | Ona sama      |
| 2010.         | Pejantan Cantik                       | Marisa        |
| 2011.         | Marissa                               | Marisa        |
| 2012.         | Mimo Ketemu Poscha                    | Mimo          |
| 2013.         | Nez Academy                           | Ona sama      |
| 2015.         | La Academia Junior Indonesia Season 2 | Ona sama      |
| 2016.         | The Voice Indonesia                   | Ona sama      |
| 2016.-danas   | The Voice Kids Indonesia              | Ona sama      |

## Vanjske poveznice
- Službena stranica  Arhivirana inačica izvorne stranice od 25. travnja 2015. (Wayback Machine)
- Agnez Mo na Twitteru
- Agnez Mo u internetskoj bazi filmova IMDb-u (engl.)

### Ostali projekti
|  | Zajednički poslužitelj ima stranicu o temi Agnes Monica |